# Eugenio Maria Bortolini
Eugenio Maria Bortolini (Bologna, 29 novembre 1966) è un drammaturgo, regista e attore italiano.

## Biografia
Nasce a Bologna nel 1966. Sin da ragazzo coltiva la passione per la recitazione che lo porta a frequentare nei primi anni '80 la Bottega teatrale di Firenze con Vittorio Gassman. 
Intanto si laurea in lingue e letterature straniere ed entra nel mondo della formazione, diventando docente, poi coordinatore e progettista di corsi professionali e stage transnazionali, lavorando in Italia, Inghilterra, Spagna, Portogallo e Germania.
Parallelamente, continua la sua attività artistica, lavorando in diverse compagnie, sino a diventare attore della Compagnia Amici di Louis del Teatro San Salvatore di Bologna. Inizia inoltre l'attività di drammaturgo. 
Nel 1998 assume il ruolo di Direttore Artistico del Teatro San Salvatore di Bologna che continua sino al 2020. 
Dal 2003 al 2008, è il referente artistico per il Gabinetto Regionale di Polizia Scientifica di Bologna e scrive, insieme al Dott. Geo Ceccaroli, comandante del Dipartimento, la pièce teatrale Crime Lab: indagine di un crimine, che interpreta. 
Nel 2006, scrive e dirige lo script teatrale, C'era una volta (forse erano due), testo sperimentale per l'educazione teatrale dei diversamente abili, e La cartolina una commedia brillante in due atti con la quale porta in scena un gruppo di 11 attori disabili. 
Nel 2009, scrive, insieme al drammaturgo Giovanni Gotti, L'enigma della lapide (Un giallo nella storia), un giallo teatrale su la pietra di Bologna (nel cast, tra gli altri, anche Pippo Santonastaso). Nell'estate 2011, presenta il giallo comico L'enigma della tela (Un giallo nell'arte), che tratta del processo per avvelenamento di Elisabetta Sirani, del quale cura anche la regia, che diventa l'evento teatrale del Bè Bologna Estate. 
A Bologna, rappresenta le sue commedie al Teatro Duse di Bologna, al Teatro Dehon, al teatro delle Celebrazioni e Arena del Sole. 
In collaborazione con l'Istituto Lumière di Lione, scrive e realizza uno spettacolo sui Fratelli Lumiere organizzato dalla Cineteca di Bologna. 
Scrive i testi per le visite guidate spettacolarizzate al Museo civico medievale di Bologna e al Museo del Risorgimento di Bologna e al Museo del Patrimonio Industriale di Bologna.
Le sue commedie vengono rappresentate da diverse compagnie teatrale su tutto il territorio nazionale.
Oggi continua la sua attività di artista e di Coach.

## Università
Collabora nella stesura e nella realizzazione di alcuni seminari, lezioni ed esercitazioni per la Scientifica tenuti presso le Università degli Studi di Ferrara, Urbino e Padova, nelle facoltà di Giurisprudenza, Criminologia.
Nel 2005, con il suo dramma poliziesco Giulietta ROMEO partecipa, a Padova, al II Convegno Nazionale La rapina, il rapinatore e la sua vittima’, organizzato dall'Università degli Studi di Padova - Dipartimento di Sociologia. 
È docente all'Università degli Studi di Urbino, con seminari di Tecniche di espressione verbale, per la facoltà di Giurisprudenza.

## Filmografia

### Cinema
- Troito, regia di William Strali (1989)
- 3SU4, regia di Marco Iaboli. (1994)
- Non oltrepassare, regia di Domenico Marchigiani (2006)
- Oltre il video, regia di Eugenio Maria Bortolini (2010)
- Urlaub mit Mama, regia di Florian Froschmayer (2018)
- Diabolik (film 2021), regia di Manetti Bros. (2021)
- Vecchie canaglie, regia di Chiara Sani con Lino Banfi (2022)

### Televisione
- CLAP...CLAP, talk show Nuova Rete – Autore e conduttore (Digit. Terrestre 110) - (dal 2009 al 2013)
- Spot Co.Ta.BO, Testimonial con Linda Santaguida (2010)
- Spot sicurezza nel web, con Alex Zanardi, Gaetano Curreri degli STADIO e Paolo Cevoli (2010)
- Spot Bertolli, Testimonial mercato olandese e belga (2011)
- La Certosa di Parma (miniserie televisiva 2012) RAI1- regia di Cinzia Th. Torrini, coproduzione France 3 (2012)
- Trip Coach Reality, Billionaire Malindi Beach di Flavio Briatore - Kenya (2014)
- Amore criminale storie di donne vittime della violenza maschile con Barbara De Rossi (2016)
- L'ispettore Coliandro serie TV RAI2 - regia di Manetti Bros. (2017)
- Spot Co.Ta.BO, Testimonial (2018)
- Un amore - regia Francesco Lagi (2024)

### Internet
- B.A.R., webserie - Protagonista insieme a Andrea Santonastaso e Lorenzo Ansaloni (dal 2017 al 2021)
- Narrazioni Video - Sinarra.tv - Lolita di Vladimir_Nabokov e Una pura formalità (2021)

## Teatro
- Ti ho sposato per allegria di N.Ginzburg - regia C.Satta (1983)
- La strana coppia di N. Simon - regia S.Bertocchi (1983)
- Due dozzine di rose scarlatte di Aldo De Benedetti - regia S.Bertocchi (1984)
- Il giardino dei ciliegi di A.Čechov - regia G.Franceschini (1985)
- L'opera da tre soldi di B.Brecht - regia L.Lanzi (1986)
- Sei personaggi in cerca d'autore di L.Pirandello - regia G.Franceschini (1987)
- Aspettando Godot di S.Beckett - regia R.Fois (1989)
- Mistero buffo di Dario Fo - regia R.Fois (1991)
- Macbeth di W.Shakespeare - regia A.Graziani (1992)
- Sarto per signora di G.Feydeau - regia F.Intirani (1994)
- Taxi a due piazze di R.Cooney - regia F.Intirani (1996)
- Se devi dire una bugia dilla grossa di R.Cooney - regia F.Intirani (1998)
- Andy e Norman di N.Simon - regia M.Lodoli (1999)
- Don Giovanni, il dissoluto assolto - di J.Saramago - regia F.Sollemi (2001)
- Vuoti d'aria di Lynn Snyder - regia E.M.Bortolini (2002)
- Tre ferri di cavallo di Aoise Stratford - regia M.Jaboli (2002)
- Findmate.com di Donna Trousdale - regia E.M.Bortolini (2002)
- Gli amici di Louis di E.M.Bortolini - regia M.Jaboli (2004)
- La cena dei cretini di F.Veber - regia E.M.Bortolini (2004)
- Crime Lab: indagine di un crimine di E.M.Bortolini e G. Ceccaroli - regia G. Ceccaroli (2005)
- Giulietta ROMEO - dramma poliziesco di E.M.Bortolini - regia G. Ceccaroli (2006)
- C'era una volta... (forse erano due), testo teatrale per diversamente abili - regia E.M.Bortolini (2006)
- Quid pro Quo di E.M.Bortolini - regia M.Jaboli (2006)
- Mandami una cartolina di E.M.Bortolini - regia D.Marchigiani (2007)
- Camere con crimini di S.Bobrick e R.Clark - regia E.M.Bortolini (2007)
- Lui si sposa! di E.M.Bortolini - regia E.M.Bortolini (2008)
- Non c'è 2 senza TE di E.M.Bortolini - regia E.M.Bortolini (2008)
- Delitto in Egitto di G.Gotti - regia G.Comaschi (2008)
- Entra e non fare domande! di E.M.Bortolini - regia C.Chinaglia (2009)
- Bel suol d'amore Battaglione 41 di G.Gotti - Teatro delle Celebrazioni (BO) - regia M.Cotugno (2009)
- L'enigma della lapide (Un giallo nella storia) di G.Gotti e E.M.Bortolini (2009)
- La bottega dell'orefice di A.Jawień - regia M.O.Rabany (2009)
- Una pura formalità di P.Quignard - regia E.M.Bortolini (2010)
- Pensione Belvedere di G.Gotti - Teatro delle Celebrazioni (BO) - regia M.Cotugno (2009)
- SottoSopra di Simone Sistici e E.M.Bortolini - regia S.Sistici (2011)
- L'enigma della tela (Un giallo nell'arte), processo a Elisabetta Sirani di E.M.Bortolini - regia G.Gotti (2011)
- Una scelta non...Chiara - Teatro Duse (BO) di G.Gotti e E.M.Bortolini - regia E.M.Bortolini (2012)
- C'è poco da ridere di E.M.Bortolini - regia E.M.Bortolini (2012)
- Un racconto del... Tavolo di L.Ansaloni e E.M.Bortolini - regia L.Ansaloni (2013)
- L'immagine in movimento: i Fratelli Lumiere (Instituto Lumière e Cineteca BO) - regia P.M.Veronica (2013 – 2015)
- Non buttiamoci giù di E.M.Bortolini - regia L.Ansaloni e E.M.Bortolini (2014)
- Lupi di mare (liberamente tratto da "In alto mare") di S.Mrożek - regia Pippo Santonastaso (2015)
- Stelle cadenti? (io metto la macchina dentro...) di G.Baldoni e E.M.Bortolini- regia G.Baldoni (2015)
- Tanti siluri per Joe di L.Bernardi - regia M.Collina (2016)
- Se è vero, vai a San Luca a piedi di G.Baldoni e E.M.Bortolini- regia E.M.Bortolini (2023)
- Risate dal futuro con Malandrino e Veronica - teatro Dehon (BO) - regia di E.M.Bortolini – (2018)
- Visite teatrali Museo Civico Medievale di Bologna e Museo del Risorgimento (BO) - regia P.M.Veronica (2018 – 2020)
- Raccontami di Bologna - Teatro degli Angeli - regia Claudia Rota (2019 – 2023)
- Due gocce d'acqua di L.Ansaloni - regia E.M.Bortolini (2022)
- Nella forma e nella sostanza di A.Dall'Olio - regia E.M.Bortolini (2022)
- L'importanza dello zenzero di C.Piscopo e E.M.Bortolini- regia E.M.Bortolini (2023)
- Giacomo Casanova: intervista alquanto piccante e licenziosa - regia E.M.Bortolini (2023)
- Tutto comincia in un giardino di P.Merendi e E.M.Bortolini - regia E.M.Bortolini (2023)
- Preghiere al vento di P.Merendi - regia E.M.Bortolini (2024)

## Opere

### Script teatrali
- Gli amici di Louis
- Quid pro Quo
- Mandami una cartolina
- Lui si sposa!
- Giulietta ROMEO
- Non c'è 2 senza TE
- C'era una volta (...forse erano due)
- Una scelta non...Chiara
- Entra e non fare domande!
- Una semplice formalità
- L'appartamento di Via Fondazza
- L'enigma della lapide (Un giallo nella storia)
- Sotto&Sopra
- Sia fatta la mia volontà
- L'enigma della tela (Un giallo nell'arte) - Del processo per avvelenamento a carico di Lucia Tolomelli
- Una donna perfetta (a parte quel piccolo particolare..)
- Sopralluogo per una tragedia (testo per visite al Teatro Eleonora Duse di Bologna)
- C'è poco da ridere
- Un racconto del... Tavolo
- Non buttiamoci giù
- Due gocce d'acqua
- L'importanza dello zenzero
- Licenziosa intervista a Giacomo Casanova

### Sceneggiature - Drammaturgie
- Troito (Altri/menti)
- Sempre con me
- Pelle d'oca
- Situazioni
- Vetro
- Viaggio verso l'ignoto
- 3su4
- Obiettivo mancato
- Altri
- Non oltrepassare
- L'enologo pentito
- In video veritas
- Con gli occhi degli altri
- Oltre il Video
- Si può fare!! - La vera storia di Frank 'n Stein
- Se ci credi, vai a San Luca a piedi
- Parapaponziponzipò - La Goliardia e altre storie
- Stelle cadenti? (io metto dentro la macchina...)
- C'era una Svolta (il lato oscuro delle fiabe)

### Racconti
- L'attesa
- Lacrime amare
- Il conto
- L'amico del giaguaro
- Arrivederci
- RobHERTA 9000
- L'amante
- Morte apparente
- Il mutante
- L'esilio
- Hänsel@Gretel